# Primeira Liga Feminina da Federação da Bósnia e Herzegovina
A Premeira Liga Feminina da Federação Bósnia e Herzegovina (em bósnio: Prva ženska liga FBiH) é um campeonato de segundo nível de futebol feminino na Bósnia e Herzegovina. Juntamente com a Primeira Liga Feminina da República Sérvia formam o segundo escalão do futebol feminino no país. 

## Formato
O número de participantes normalmente varia de temporada para temporada, na temporada 20/21, 13 clubes são divididos geograficamente em 2 grupos: Jug (sul) e Sjever (norte). As equipes jogam contra os participantes de seus grupos em turno e returno; o primeiro e o segundo colocado de cada grupo se classifica para disputar um play-off e decidir o campeão e o promovido a Premijer Ženska Liga da próxima temporada. 

## Participantes em 20/21
Jug (Sul):
| Clube         | Local         |
| ------------- | ------------- |
| Brotnjo       | Čitluk        |
| Inter         | Posušje       |
| Libero        | Goražde       |
| Respekt       | Sarajevo      |
| SFK 2000 2    | Ilidža        |
| Široki Brijeg | Široki Brijeg |
| Troglav 1918  | Livno         |

Sjever (Norte):
| Clube             | Local          |
| ----------------- | -------------- |
| Čelik             | Zenica         |
| Mladost NP        | Nević Polje    |
| Sana 2014         | Sanki Most     |
| ŽFK Sloboda Tuzla | Tuzla          |
| ŽNK Sloboda Tuzla | Tuzla          |
| Željezničar 2011  | Bosanska Krupa |